# Computer Modern
Computer Modern es la familia original de tipos de letra utilizada por el sistema de composición tipográfica TeX. Fue creada por Donald Knuth con su sistema METAFONT y fue actualizada en 1992. Computer Modern, o sus variantes, sigue siendo muy utilizada en la publicación científica, especialmente en las disciplinas que hacen un uso frecuente de notación matemática.

## Diseño
Computer Modern es una "Didone", o tipo de leta moderna con serifas, un género que surgió a finales del siglo XVIII como contraposición a los diseños más orgánicos que los precedieron. Los tipos de letra Didone tienen un alto contraste entre elementos gruesos y finos, y su eje de "tensión" o engrosamiento es perfectamente vertical. Computer Modern se basó específicamente en el tamaño de 10 puntos de Modern Extended 8A de la empresa American Lanston Monotype Company, originalmente publicada en 1896. Este fue uno de los muchos tipos modernos emitidos por tipógrafos y Monotype alrededor de este período, y el estilo estándar para la impresión de textos a finales del siglo XIX.
En la creación del sistema de publicación TeX, Knuth fue influenciado por la historia de las matemáticas y el deseo de lograr el "estilo clásico" de los libros impresos con tipos de metal. Los tipos modernos fueron usados extensamente para imprimir matemáticas, especialmente antes de que Times New Roman se hiciera popular para la impresión de matemáticas a partir de la década de 1950.
La característica más peculiar de Computer Modern, sin embargo, es el hecho de que es una familia tipográfica completa diseñada con el sistema METAFONT de Knuth, uno de los pocos tipos de letra desarrollados de esta manera. Los archivos fuente de Computer Modern se rigen por 62 parámetros distintos, que controlan las anchuras y alturas de varios elementos, la presencia de serifas o números de estilo antiguo, tanto si los puntos como el punto de la "i" son cuadrados o redondeados, y el grado de "superelipse" en los huecos de las letras minúsculas como la "g" y la "o". Esto permite que los diseños de METAFONT se procesen de formas inusuales. Knuth ha mostrado efectos como el morphing en demostraciones, donde una fuente se transforma lentamente en otra en el transcurso de un texto. Aunque llamó la atención por el concepto, METAFONT ha sido utilizada por pocos diseñadores de tipografías. En 1996 Knuth comentó: "pedir a un artista que se convierta en un matemático lo suficiente como para entender cómo escribir una tipografía con 60 parámetros es demasiado", mientras que el diseñador de tipografías del período digital Jonathan Hoefler comentó en 2015 que "la idea de Knuth de que las letras empiecen con formas esqueléticas es errónea".

## Versiones derivadas
Knuth produjo sus tipografías originales Computer Modern usando METAFONT, un sistema que lee definiciones de glifos basadas en trazos y produce fuentes listas para usar como archivos de imágenes de mapa de bits. Dejó la tipografía, al igual que otros componentes de TeX, en el dominio público, pero hizo una petición: que cualquier trabajo derivado basado en el software de Knuth no llevara el mismo nombre, una petición que Knuth hizo para asegurar el control de calidad. Esta estipulación es similar a la que se encuentra en la SIL Open Font License, y derivados de Computer Modern han sido liberados bajo esa licencia.
El avance de la tecnología de publicación (PostScript, PDF, impresoras láser) ha reducido la necesidad de tipografías de mapa de bits. Los formatos preferidos son ahora los tipos de letra de contorno como Tipo 1, TrueType u OpenType, que se pueden visualizar eficientemente a cualquier resolución y utilizando sofisticadas técnicas de suavizado por medio del firmware de la impresora o visores de documentos. Por ello, varios otros proyectos han portado Computer Modern a estos formatos. Algunos de estos proyectos también han complementado Computer Modern con:
- Caracteres adicionales (euro, caracteres acentuados, escritura cirílica y griega).
- Diferentes codificaciones de fuentes (para superar los problemas con los juegos de caracteres originales de 8 bits de Knuth).
- Variantes de estilo de letra adicionales.

Varios de esos derivados son ahora también ampliamente utilizados e incluidos en TeX Live, una nueva distribución de TeX. Una versión extendida actual de la familia Computer Modern en el formato OpenType es la distribución CMU (por Computer Modern Unicode):
- CMU Serif, la principal familia tipográfica de Computer Modern. Esta incluye los cuatro estilos tradicionales de fuentes (regular, cursiva, negrita, negrita cursiva), y también:
  - CMU Serif upright italic, un estilo de cursiva vertical similar a la letra cursiva caligráfica.
  - CMU Serif bold non-extended, una negrita de peso doble para tener el mismo ancho que el estilo regular.
  - CMU Serif roman and bold slanted, dos estilos oblicuos.
  - CMU Classic Serif, una cursiva con diseños de serifas ligeramente más simples.
- Concrete Roman, una tipografía egipcia (slab) con serifas en los cuatro estilos estándar.
- CMU Typewriter, una tipografía egipcia con serifas al estilo de las máquinas de escribir.
- CMU Sans Serif, una tipografía complementaria palo seco (sin serifas), y CMU Bright, un estilo más ligero del mismo diseño.
  - CMU Sans demi-condensed, un estilo condensado del mismo diseño.

### BlueSky
Computer Modern fue transformada por primera vez en un formato de fuente PostScript Tipo 3 por BlueSky, Inc. en 1988, y luego a Tipo 1 en 1992 para incluir hinting (instrucciones)  de la tipografía. La versión Tipo 1 ha sido donada desde entonces a la American Mathematical Society (AMS) que la distribuye gratuitamente bajo la Open Font License. Se encuentra en la mayoría de las distribuciones estándar de TeX.

### Latin Modern
La implementación de Latin Modern, mantenida por Bogusław Jackowski y Janusz M. Nowacki, es ahora estándar en la comunidad TeX y fue hecha a través de un derivado de METAFONT/MetaPost llamado METATYPE1. Se derivó de la tipografía BlueSky Tipo 1, que se convirtió de nuevo en programas METATYPE1 basados en líneas, a partir de las cuales se desarrollaron las fuentes extendidas Tipo1 y OpenType Latin Modern. ConTeXt utiliza Latin Modern como tipografía por defecto, en lugar de Computer Modern.